# Плохов, Фёдор Гаврилович
Фёдор Гаврилович Пло́хов (1 (14) января 1879, село Ивановка Пылковской волости Петровского уезда Саратовской губернии — 1959, Саратов) — преподаватель математики, первый директор Учительской семинарии г. Астрахани (1913—1918), заведующий кафедрой математики Саратовского автомобильно-дорожного института (САДИ) (1930—1956).

## Детство, семья
Отец, Гаврила Егорович Плохов, русский, происходил из духовенства (сын дьякона), получил образование в духовном училище, служил псаломщиком. Умер в 1884 году.
Семья матери, Прасковьи Васильевны Плоховой (Альмовой), происходила из крепостных крестьян помещика Устинова, проживавшего в Петровском уезде Саратовской губернии. Прасковья Васильевна, русская, родилась в 1859 году, образования не имела.
В семье Плоховых было пятеро детей — четверо сыновей и сестра. Незадолго до смерти Г. Е. Плохова семья переехала в село Лопатино. После смерти отца семья осталась без средств существования. Мать с детьми жила на то, что получала от крестьян продовольствие за работу по шитью. Двое мальчиков умерли в 1884—1885 годах . В селе не было школы, поэтому двоих детей: Фёдора в возрасте 6 лет и его сестру Елизавету отправили в детский приют в Саратов. В 1898 году Е. Г. Плохова окончила епархиальное училище, поступила учительницей в с. Елань бывшего Сердобского уезда Саратовской губернии и взяла на иждивение мать.

##### Начальное образование
В возрасте 9 лет Ф. Г. Плохов был принят в Петровское духовное училище. Позднее он был переведён в Саратовскую духовную семинарию, которую окончил в 1890 году. В период обучения в училище и семинарии Фёдор Плохов жил в интернате. Проживание и обучение его осуществлялось за казённый счёт.

## Работа учителем в Вязовской второклассной церковно-приходской школе
По окончании семинарии Ф. Г. Плохов поступил учителем в Вязовскую второклассную церковно-приходскую школу бывшего Вольского уезда Саратовской губернии. В школе готовили учителей грамоты для школ. Ф. Г. Плохов работал старшим учителем и получал 45 рублей в месяц. Сюда же переехали Елизавета Гавриловна и Прасковья Васильевна Плоховы.

«С открытием в Вязовке мужской второклассной школы с трехлетним обучением и организованным интернатом на 40-50 учеников (20 стипендий А.Ф. Раева) заведующим был утвержден С. П. Мансветов и был им до смерти.
По штату полагалось 4 преподавателя по общеобразовательным предметам и пятый должен был иметь музыкальную подготовку, чтобы управлять хором и обучать учеников пению и музыке на скрипке и фортепиано.
С. П. Мансветов старался подбирать хороших учителей из окончивших Саратовскую духовную семинарию. В Саратове работал преподавателем родной брат А. Ф. Раева Петр Федорович Раев  и родственники семьи Чернышевских. С их рекомендацией С. П. Мансветов и подбирал талантливых и трудолюбивых учителей, которые стремились учиться в Университете, но не имели для этого средств. Они охотно ехали в Вязовку, так как получали квартиру в школе и все условия были хорошие.
Как правило, учителя работали 4-5 лет, скапливали деньги, одновременно готовились к вступительным экзаменам и затем уезжали учиться в Университет.
В дальнейшем бывшие учителя всегда поддерживали связь с Вязовкой, со школой, иногда приезжали на летние каникулы.

Так, Плохов Федор Гаврилович был старшим учителем 5 лет, его сестра Елизавета Гавриловна была учительницей начальной школы, мать Прасковья Васильевна наблюдала за питанием учеников, получала оклад 5 рублей в месяц. Через 5 лет, скопив деньги, Федор Гаврилович Плохов уехал учиться в Университет на математический факультет». — Воспоминания В.С. Мансветовой - дочери священника села Вязовка С.П. Мансветова. Москва. 1978 г.
.

## Учёба в Императорском Юрьевском университете
В 1903 году Ф. Г. Плохов уехал поступать в Императорский Юрьевский университет (ныне —- Тартуский университет). На вступительных испытаниях он успешно сдал экзамены по математике, литературе и латинскому языку. 23 августа 1989 года Фёдор Плохов был зачислен студентом математического отделения физико-математического факультета.

"Пятилетнее мое пребывание в университете было тяжелым временем для меня в материальном отношении.
 Из близких родственников у меня в то время была только сестра (старший брат умер в 1899 году), которая была учительницей в с. Колояре Вольского уезда, получала в месяц 30 рублей и содержала мать. В виду этого, мне одновременно приходилось и учиться в Университете, и добывать средства для своего существования. Источником добывания средств в то время у меня были частные уроки».— Автобиография Ф.Г. Плохова. Саратов. 15 октября 1937 г.
.
В декабре 1908 года Ф. Г. Плохов успешно сдал экзамен на звание учителя математики и физики в Императорском Юрьевском университете. Получил свидетельство № 3042 от 17 декабря 1908 года, выданное Рижским учебным округом.
В университете Фёдор Плохов написал дипломную работу на тему: «Приложение непрерывных дробей к анализу». В 1908 году он окончил университет со степенью кандидата математических наук (диплом № 203 от 26 июля 1909 г.)
Во время пребывания в Императорском Юрьевском университете Ф. Г. Плохов был знаком и в дальнейшем поддерживал отношения с П. С. Мансветовым и С. В. Лачиновым.

## Преподавательская деятельность в Аткарске и Саратове
С 9 января по 1 марта 1907 г. Ф. Г. Плохов преподавал математику в Аткарском реальном училище.
В течение двух лет с 14 августа 1908 по 17 сентября 1910 года, он работал преподавателем математики в 1-м Саратовском Александро-Мариинском реальном училище (Первое Александро-Мариинское реальное училище Казанского учебного округа Министерства народного просвещения (1873—-1918)) и преподавателем физики и методики математики в 1-й женской гимназии Министерства народного просвещения.
17 сентября 1910 года попечителем Казанского Учебного округа перемещён на должность преподавателя математики в Саратовскую 2-ю мужскую гимназию, где работал до 1 июля 1913 года.

## Работа в Астрахани
Приказом по гражданскому ведомству за № 42 с 1 июля 1913 года назначен директором Учительской семинарии г. Астрахани. Ф. Г. Плохов был первым директором семинарии, поэтому наряду с учебными делами ему пришлось решать все проблемы её организации и материального обеспечения. Здесь он преподавал математику, педагогику, присутствовал на пробных и практических занятиях в образованной при семинарии начальной школе и руководил разбором этих уроков на классных конференциях. В должности директора семинарии Ф. Г. Плохов состоял до 1 ноября 1918 года.
Будучи директором семинарии, по совместительству занимал другие должности в системе образования Астрахани. С 20 июля по 1 сентября 1916 года состоял заведующим краткосрочными педагогическими курсами. С 1 октября 1917 по 1 марта 1918 года заведовал Астраханским народным университетом. С 20 июля по 1 сентября 1918 года состоял лектором на краткосрочных курсах в Астрахани для учителей начальных школ по математике и её методике.
С 1 ноября 1918 года Ф. Г. Плохов начал работать в Астрахани во вновь организованном Мусульманском отделе народного образования по организации мусульманских педагогических курсов. Позднее он читал на этих курсах математику и методику математики до 1 июля 1919 года.

## Переезд в Саратов
В июле 1919 года Ф. Г. Плохов переехал в Саратов. С 15 июля 1919 по 1 сентября 1928 года работал преподавателем математики сначала в 11-й и потом во 2-й школах для взрослых в Саратове.
С 21 сентября 1919 по 15 ноября 1922 года преподавал математику на Шестых Саратовских артиллерийских курсах.
С 15 ноября 1922 по 1 сентября 1923 года преподавал математику в Саратовском областном коммунистическом университете.
С 1 марта 1920 по 1 сентября 1931 года работал преподавателем математики на рабочем факультете имени В. И. Ленина Саратовского университета. В течение 7 лет являлся председателем физико-математической цикловой предметной комиссии.
С 1 октября 1920 по 1 сентября 1928 года работал преподавателем математики в Саратовском транспортном политехникуме, преобразованном в 1924 году в Саратовскую объединённую железнодорожную профшколу. Здесь Ф. Г. Плохов кроме элементарной математики, преподавал элементы аналитической геометрии и анализа.
В 1925 году работал на факультете хозяйства и права Саратовского государственного университета. С 1 января 1927 по 1 октября 1928 года работал и. о. доцента на педагогическом факультете СГУ. Здесь он читал методику математики и руководил практикой студентов на рабфаке и в школах 2-й ступени. В должности и. о. доцента методики математики сроком на два года Ф. Г. Плохов был утверждён постановлением научно-педагогической секции Государственного учёного совета на заседании 15 ноября 1927 года.

##### Известные места проживания в Саратове
- 28 декабря 1908 г. —- ул. Константиновская (ныне Советская);
- 1912 г. —- ул. Крапивная (ныне улица Тараса Шевченко), 63;
- 10 октября 1937 г. —- ул. Панкратьевская (ныне Мичурина), д. 30, кв. 1;
- 27 декабря 1950 г. —- г. Саратов, ул. Ульяновская, д. 25, кв. 5.

## Работа в Саратовском автомобильно-дорожном институте
С 1 сентября 1930 года Ф. Г. Плохов приступил к работе в должности и. о. доцента кафедры математики в Саратовском автодорожном институте (САДИ). С 1 сентября 1933 по 1 апреля 1938 года исполнял обязанности заведующего кафедрой математики САДИ. Под его руководством на кафедре были разработаны общие положения методики ведения курса высшей математики во втузах.
С 1934 году Ф. Г. Плохов работал председателем испытательной (приёмной) комиссии. В 1934 году приёмные испытания в САДИ проходили около 900 человек. Ф. Г. Плохов вёл активную разъяснительную (профориентационную) работу в школах Саратова и области.
С 16 сентября 1935 по 1 октября 1936 года Ф. Г. Плохов являлся деканом общетехнического факультета. Ранее, в 1934 году, он временно исполнял обязанности декана механического факультета.
В 1936 году Ф. Г. Плохов был вторично утверждён в звании и. о. доцента Квалификационной комиссией ЦУДОРТРАНС.
16 сентября 1948 года руководством САДИ было удовлетворено заявление Ф. Г. Плохова об освобождении от исполнения обязанностей заведующего кафедрой математики с просьбой оставить его на работе только старшим преподавателем кафедры в связи с преклонным возрастом. В данном заявлении он подробно сообщал также, что «подготовительная работа к началу учебного года в основном проведена». Кроме того, Фёдор Гаврилович писал: «Со своей стороны рекомендую назначить зав. кафедрой математики доцента кафедры Д. М. Загадского» и дал положительную характеристику будущему преемнику.

##### Научно-методическая работа
За годы работы в САДИ (1930—-1956) Ф. Г. Плохов создал ряда учебно-методических пособий по отдельным разделам курса математики для втузов. Особое внимание Плохов уделял методике преподавания математики. Направление его научной работы включает следующие исследования.
- Интегрирующий множитель дифференциального уравнения;
- Комплексные числа;
- Гиперболические функции;
- Векторная алгебра;
- Векторный анализ;
- Ряды;
- Аналитические приложения производной (Теоремы Ролля, Лагранжа и Коши. Раскрытие неопределённостей);
- Криволинейные интегралы;
- Тригонометрические ряды Фурье;
- Методика преподавания высшей математики во Втузах.

##### Общественная работа
В годы работы в САДИ Ф. Г. Плохов принимал активное участие в общественной работе. Он часто выступал с докладами научного содержания для учащихся. Являлся членом местного бюро секции научных работников в Саратовском автодорожном институте. В 1931 году Ф. Г. Плохов участвовал в рамках мобилизации секции научных работников в качестве лектора в переподготовке учителей школ колхозной молодёжи в Тимирязевском техникуме Саратова.
В ноябре 1934 года Ф. Г. Плохов был избран депутатом Октябрьского Районного Совета Рабочих, Крестьянских и Красноармейских депутатов первого созыва (мандат № 151). Он работал в нём до 1939 года в секции народного образования, был прикреплён к двум полным средним школам № 21 и № 22 г. Саратова.

##### Участие в профессиональных союзах
Ф. Г. Плохов с 1919 года состоял в различных профессиональных союзах. В феврале 1922 года он вступил в Профессиональный союз работников просвещения (РАБПРОС). 18 февраля 1927 года ему был выдан членский билет № 9123. Позднее Ф. Г. Плохов состоял членом профсоюза высшей школы и научных учреждений (Профсоюзный билет № 20129).
Общий педагогический стаж Ф. Г. Плохова насчитывает 56 лет и 1 месяц. Из них 27 лет и 8 месяцев он проработал в высших учебных заведениях.

##### Награды и поощрения
За свою учебно-производственную, методическую и общественную деятельность неоднократно был премирован руководством САДИ. 1 ноября 1931 года, в первую годовщину САДИ, награждён книгой и научной командировкой. Во вторую годовщину САДИ премирован научными книгами по специальности. 1 мая 1934 года премирован научной командировкой. В ноябре месяце 1934 года в связи с получением САДИ первой премии во Всесоюзных соревнованиях втузов по системе ЦУДОРТРАНСа, Ф. Г. Плохов премирован Комитетом Всесоюзных соревнований высших школ и техникумов денежной премией в размере 450 рублей и почётной грамотой № 1072. 1 мая 1936 года премирован общественной организацией и дирекцией института ремонтом квартиры. 14 октября 1940 года награждён грамотой «За образцовую работу в дорожном хозяйстве» ЦУДОРТРАНСа. 10 декабря 1945 года за успешную работу по подготовке инженеров награждён комиссией внутренних дел СССР часами.
Неоднократно за добросовестную работу Ф. Г. Плохову объявлялись благодарности директора САДИ И. И. Прокофьева.
Ф. Г. Плохов также награждён орденом «Знак почёта», медалями: «За победу над Германией в Великой Отечественной войне 1941—1945 годов» и «За доблестный труд в Великой Отечественной войне».

#### Память
За годы своей работы Ф. Г. Плохов считался одним из наиболее авторитетных и уважаемых работников в САДИ. Он хорошо владел латинским, греческим и немецким языками. Несмотря на строгое и требовательное отношение к студентам, выпускники вуза помнили и с уважением относились к Ф. Г. Плохову. Они называли его «преподавателем старой закалки» и «профессором». Его имя встречается во многих воспоминаниях студентов тех лет.

 «В наших благодарных сердцах навсегда останутся добрые чувства и воспоминания о воспитателях профессорах Климчицком, Плохове, Милашечкине, Кахцазове, Быковском, Броке, Каминском, Бойницком, Ротенбурге и других преподавателях, которые с душой передавали нам свои знания и прививали любовь к инженерному делу.»— Н. Лиханин, С. Аргутин, А. Пьяных, В. Офицеров, М. Киселёв, В. Косарев, В. Попов, В. Лодкин, Н. Юргазин, А. Абызгильдин . Письмо выпускников 41-го / За инженерные кадры. - 22 октября 1980 г. - № 32 (987) 

«На младших курсах по общеобразовательным дисциплинам у нас были преподаватели „старой закалки“ — по математике Плохов, ученик А. С. Попова — изобретателя радио, по химии Сучков, по сопротивлению материалов профессор Г. И. Климчицкий, профессор Берг (теоретическая механика), В. Л. Бойницкий (начертательная геометрия) и другие»— Воспоминания Г.Д. Жедяевской, выпускницы САДИ 1952 г.

"Одним из экзаменаторов, принимавших математику устно, был институтский профессор Плохов, которого мы до экзаменов и в глаза не видели, но были хорошо наслышаны от тех, кто сдавал у него, что он требователен и «на шару» у него не проскочишь. Мы с Алёхиным решили не рисковать, записавшись к другому экзаменатору, про которого говорили, что он «входит в положение и особо не жмёт», и толкались в коридоре, дожидаясь своей очереди, когда к нам подскочил плотный седенький старичок и поинтересовался:
— Вы на математику, молодые люди?
— Да, — ответили мы, почти одновременно.
— Тогда пошли, — это оказался Плохов. Не дав нам опомниться, он открыл дверь в аудиторию, приглашая за собой. Посадил за стол, дал каждому по билету.
Решив задачу, я протянул лист Плохову. Удовлетворившись, что задача решена правильно, Плохов спросил:
— Какой у Вас первый вопрос?
— Бином Ньютона, — ответил я и стал выводить бином.
— Это не по программе, — заметил Плохов, выслушав меня, — откуда Вы взяли это?
— Нам давали этот вывод в школьном кружке по математике, — растерянно ответил я.

— Так Вы даже посещали математический кружок? — как бы удивился Плохов и, не задавая больше вопросов, взял экзаменационный лист и поставил мне «отлично».— Верховцев В. С.  Запах сирени: странички из студенческой жизни. Архангельск. 2010.
.

## Личная жизнь
Фёдор Гаврилович Плохов не состоял в браке, не служил в армии, был беспартийным. Многие годы содержал на своём иждивении мать.
Большое место в жизни Ф. Г. Плохова занимало общение с семьёй Мансветовых. Северьян Петрович Мансветов служил приходским священником Казанской церкви села Вязовка Вольского уезда Саратовской губернии. С 1890 по 1903 год Ф. Г. Плохов преподавал в Вязовской мужской второклассной школе, заведующим которой был утверждён С. П. Мансветов. С Петром Северьяновичем Мансветовым Ф. Г. Плохов был знаком по Императорскому Юрьевскому университету. В 1912 году Ф. Г. Плохов стал крёстным отцом Георгия, сына Петра Северьяновича. Ф. Г. Плохов в 1950-х годах гостил у Мансветовых в Вольске, где проживали Вера Северьяновна и Георгий Петрович Мансветовы.

## Комментарии
1. ↑  Старший брат Ф.Г. Плохова умер в 1899 году  [2].
2. ↑  В 1909 г. Е.Г. Плохова (сестра Ф.Г. Плохова) работала учительницей в селе Колояр Вольского уезда Саратовской губернии   [2].
3. ↑  В 1912, 1914 гг. Е.Г. Плохова (сестра Ф.Г. Плохова) работала в должности законоучителя в Покровской церковно-приходской школе г. Саратова.[4].
4. ↑   В.С. Верховцев - выпускник Саратовского автодорожного института 1959 года. Начальник Архангельского областного объединения «Агропромдорстрой» (1990-е гг.). Писатель. Автор книги «Запах сирени» (2010 г.,  Архангельск), основанной на воспоминаниях о годах учёбы в Саратовском автодорожном институте (1954-1959)[23].